# شعب الفولاني
الفلان شعب يقطن مواطن عديدة في غرب أفريقيا ووسط أفريقيا والساحل الأفريقي، والحجاز ويشكلون أقلية في كل دولة يسكنوها (باستثناء غينيا)، لذا يتحدثون لغات أخرى بجوار لغتهم الأم، ولديهم ثقافة خاصة مميزة. وجلهم من المسلمين.
وشعب الفلان يمثل واحدة من أكبر المجموعات العرقية في منطقة الساحل وغرب إفريقيا، وينتشر على نطاق واسع في جميع أنحاء المنطقة. يسكنون العديد من الدول، ويعيشون بشكل أساسي في غرب إفريقيا والأجزاء الشمالية من وسط إفريقيا وأيضًا في جنوب السودان ودارفور وإريتريا والمناطق القريبة من ساحل البحر الأحمر. العدد التقريبي لشعب الفلان غير معروف بسبب تعاريف متضاربة فيما يتعلق بعرق الفلان؛ تقديرات مختلفة تضع الرقم بين 55  و 69.2 مليون في جميع أنحاء العالم.
نسبة كبيرة من الفلان - الثلث، أو ما يقدر بنحو 12 إلى 13 مليون  - هم من الرعاة، وتضم مجموعتهم العرقية أكبر مجتمع بدوي في العالم. تتألف غالبية مجموعة الفلان العرقية من الرعاة بالإضافة إلى مزارعين مستقرين وعلماء وحرفيين وتجار ونبلاء. كمجموعة عرقية، فهم مرتبطون معًا باللغة الفولانية وتاريخهم  وثقافتهم. أكثر من 99٪ من الفلان مسلمون.
ينحدر العديد من قادة غرب إفريقيا من أصل فولاني، بمن فيهم رئيس نيجيريا محمد بخاري؛ رئيس السنغال ماكي سال؛ رئيس غامبيا أداما بارو؛ رئيس غينيا بيساو أومارو سيسوكو إمبالو، نائب رئيس سيراليون محمد جلدة جلوه؛ ورئيس وزراء مالي بوبو سيسي. كما يشغلون مناصب في المؤسسات الدولية الكبرى، مثل نائبة الأمين العام للأمم المتحدة أمينة محمد، تيجاني محمد بندي، الرئيس الرابع والسبعين للجمعية العامة للأمم المتحدة؛ والأمين العام لمنظمة أوبك محمد سانوسي باركيندو.

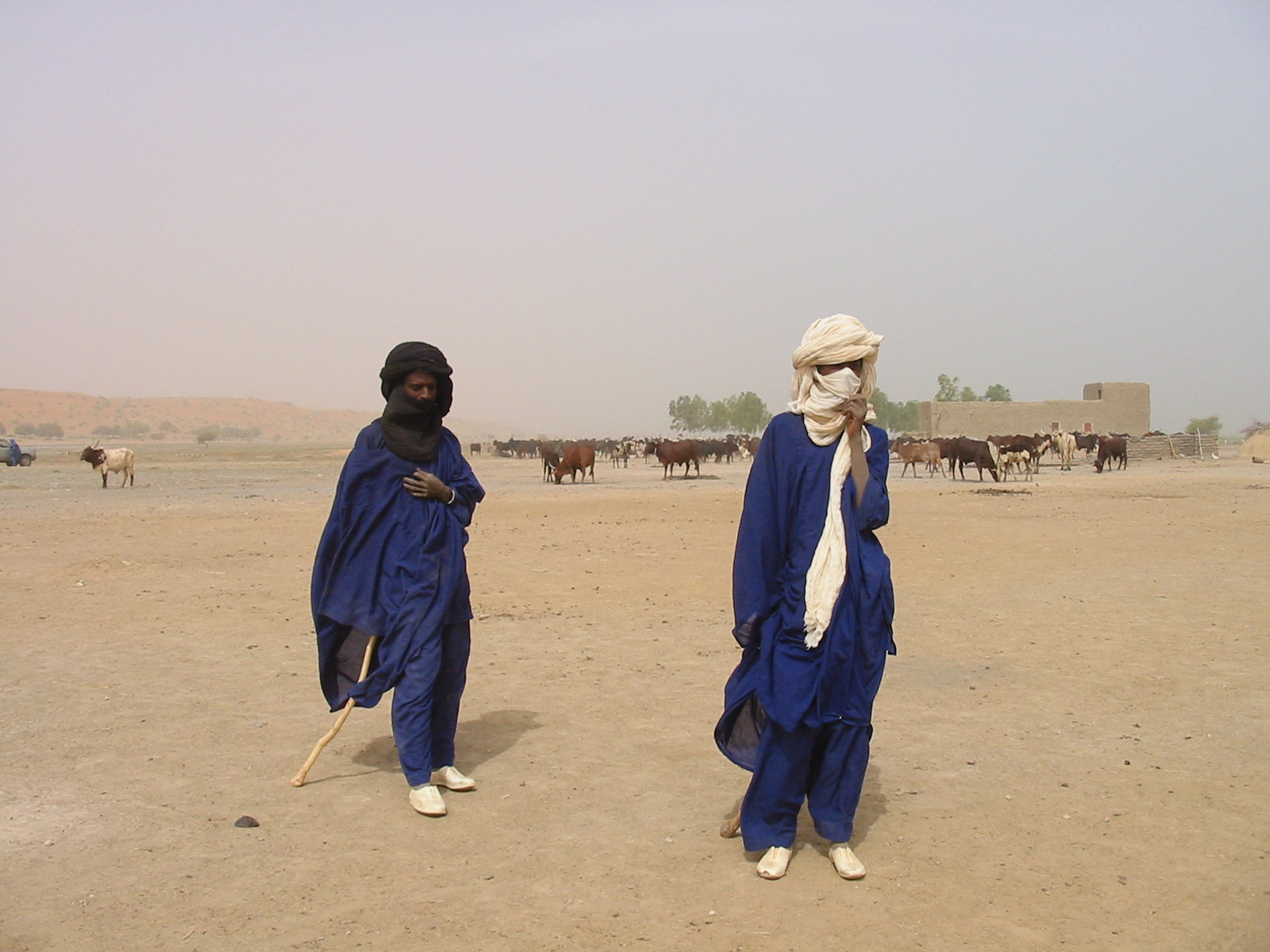
رعاة الفلان في منطقة غاو القاحلة، شمال مالي

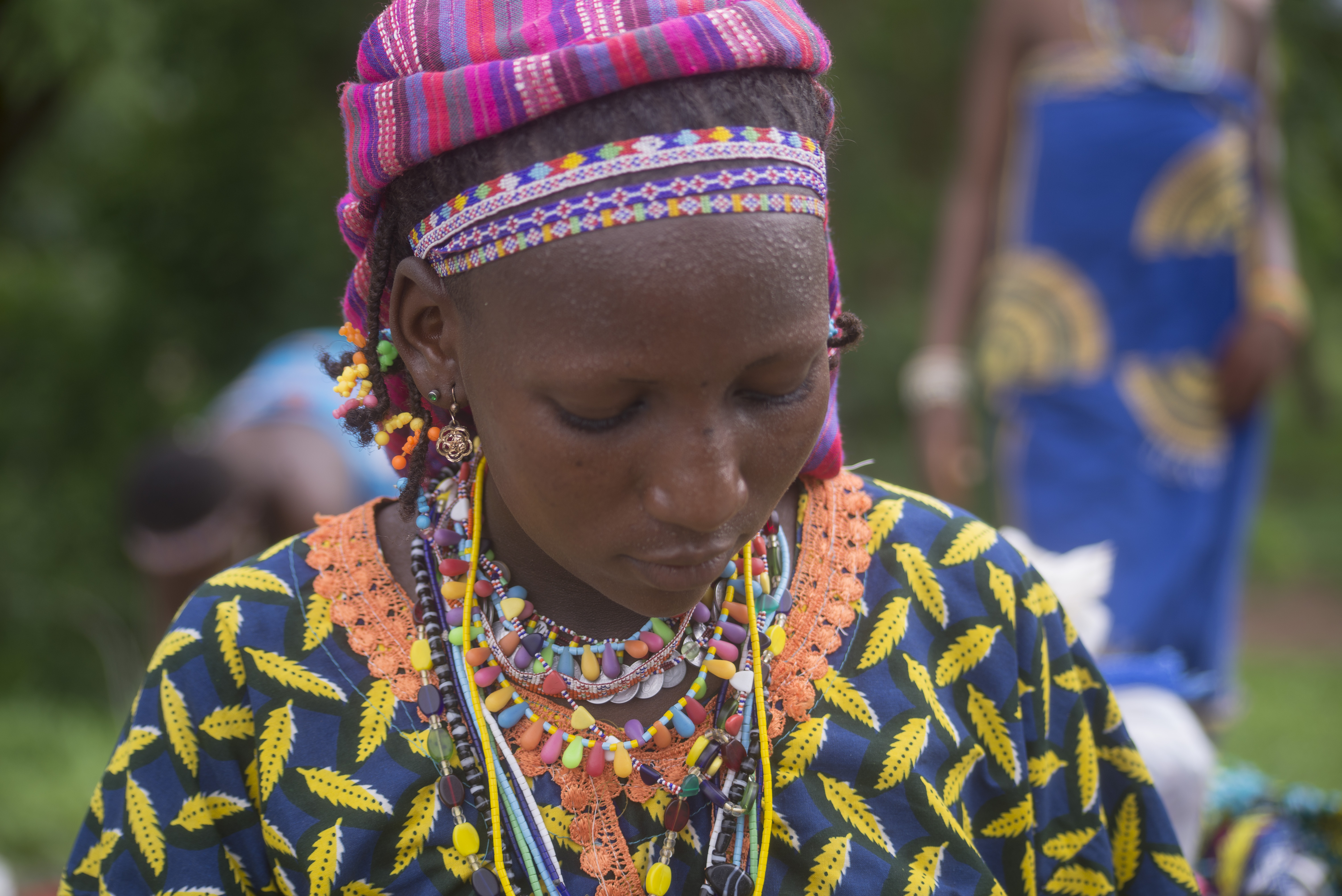
امرأة فولانية

## التوزيع الجغرافي

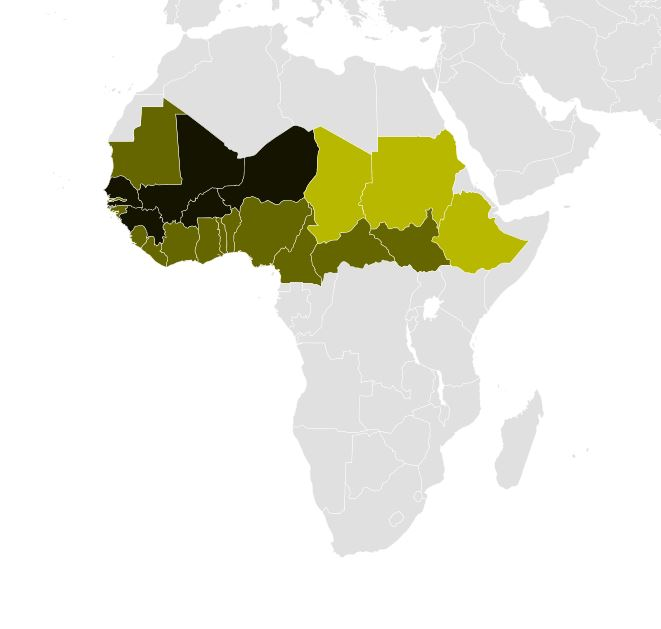
خريطة توزيع لشعب الفلان. الأخضر الداكن: مجموعة عرقية رئيسية؛ الأخضر المتوسط: كبيرة؛ الأخضر الخفيف: مجموعات صغيرة

ينتشر شعب الفلان على نطاق واسع عبر منطقة الساحل من ساحل المحيط الأطلسي إلى البحر الأحمر، ولا سيما في غرب إفريقيا. تشمل البلدان التي يتواجدون فيها موريتانيا وغانا والسنغال وغينيا وغامبيا ومالي ونيجيريا وسيراليون وبنين وبوركينا فاسو وغينيا بيساو والكاميرون وساحل العاج والنيجر وتشاد وتوغو وجنوب السودان ووسط إفريقيا. جمهورية وليبيريا وشرقا حتى البحر الأحمر في السودان ومصر. باستثناء غينيا،  حيث تشكل الفلان أكبر مجموعة عرقية، والسنغال ومالي وبوركينا فاسو والنيجر، الفلان إما مجموعة عرقية مهمة أو أقلية في جميع البلدان الأخرى التي يعيشون فيها تقريبًا. بالإضافة إلى ذلك، يتحدث الكثيرون لغات أخرى في البلدان التي يعيشون فيها، مما يجعل العديد من الفلان ثنائيي اللغة أو حتى ثلاثيي اللغة. وتشمل هذه اللغات الفرنسية، والهوسا، والبامبارية، والولوفية، والعربية.
توجد تجمعات كبيرة لشعب الفلان في مرتفعات فوتاجلون في وسط غينيا وجنوبًا في أقصى شمال سيراليون؛ ومراعي السافانا فوتا تورو في السنغال وجنوب موريتانيا؛ نظام دلتا نهر ماسينا الداخلي في النيجر حول وسط مالي؛ وخصوصا في المناطق المحيطة بموبتي والساحل في كايس؛ مستوطنات بورغو في بنين وتوغو وغرب وسط نيجيريا؛ الأجزاء الشمالية من بوركينا فاسو في منطقة الساحل، والمناطق التي احتلتها خلافة صكتو، والتي تشمل الآن جنوب النيجر وشمال نيجيريا (مثل تاهوا، كاتسينا، وصكتو، كيبي، زندر، باوتشي، ديفا، يوبي، ولاية جومبي، وإلى الشرق في أنظمة وادي نهر بنوي. شمال شرق نيجيريا وشمال الكاميرون). هذه هي المنطقة المعروفة باسم فومبينا، والتي تعني حرفياً «الجنوب»، لأنها تمثل أقصى جنوب وشرق فولا المهيمنة في غرب إفريقيا. في تلك المنطقة، تعد اللغة الفولانية هي اللغة المحلية المشتركة، ولغة التواصل بين الثقافات. إلى الشرق من هذه المنطقة، أصبحت مجتمعات الفلان في الغالب بدوية، وتوجد في أنظمة اجتماعية أقل تنظيماً. تشمل تلك المناطق إقليم شاري باقرمي وأودية الأنهار فيه، في تشاد وجمهورية إفريقيا الوسطى، ومرتفعات وداي بشرق تشاد، والمناطق المحيطة بكردفان ودارفور والنيل الأزرق، وإقليم سنار وكسلا في السودان، وكذلك مدينة بورتسودان الساحلية على البحر الأحمر. استقر الفلان في طريقهم أو عودتهم من الحج إلى مكة في المملكة العربية السعودية في أجزاء كثيرة من شرق السودان، ويمثلون اليوم مجتمعًا متميزًا يضم أكثر من مليوني شخص يشار إليه باسم الفلاتة .

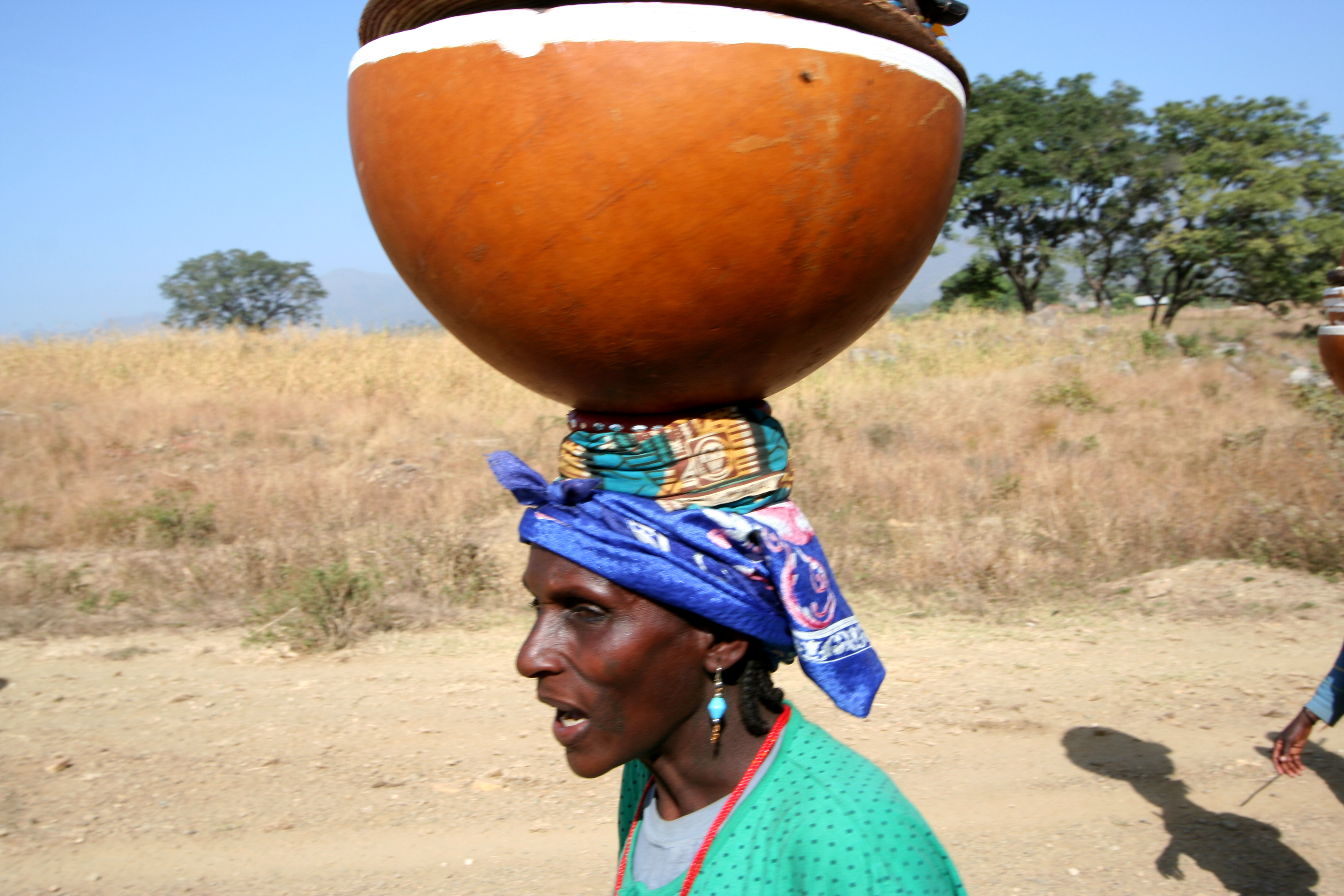
سيدة من الفلان تبيع الحليب والزبادي في الكاميرون

بينما كانت مستوطناتهم المبكرة في غرب إفريقيا بالقرب من نقطة الحدود الثلاثية في مالي والسنغال وموريتانيا الحالية، فقد انتشروا الآن، بعد قرون من الهجرات والفتوحات التدريجية، عبر نطاق واسع من غرب ووسط إفريقيا. يحتل شعب الفلان مساحة جغرافية شاسعة تقع تقريبًا في شريط طولي من الشرق والغرب جنوب الصحراء مباشرة، وإلى الشمال مباشرة من الغابات المطيرة الساحلية والمستنقعات. هناك ما يقدر بنحو 20-25 مليون شخص من الشعب الفلان.
توجد بشكل عام ثلاثة أنواع مختلفة من الشعب الفلان بناءً على أنماط الاستيطان، أي: البدوي / الرعوي، وشبه البدوي، والمستقر. يتنقل الرعاة الفلانون مع ماشيتهم على مدار العام. عادة لا يبقون في الجوار لفترات طويلة (ليس أكثر من 2-4 أشهر في المرة الواحدة).
يعيش بعض الشعب الفلان باستقرار في القرى والبلدات والمدن بشكل دائم وتخلى تمامًا عن حياة البدو لصالح الحياة الحضرية. أدت عمليات الاستيطان والغزو العسكري هذه إلى وجود مجتمعات فولاني منظمة وراسخة منذ فترة طويلة، متفاوتة الحجم من قرى صغيرة إلى مدن. اليوم تشمل بعض مدن الفلان الرئيسية: ابي، وبيتا، ومامو، ودالابا في غينيا؛ كايدي وماتام وبودور في السنغال وموريتانيا؛ باندياجارا، موبتي، دوري، وجيبو في مالي وبوركينا فاسو، غومبي، يولا، ديجيل، موبي، ماروا، نغاونديري، دكو، وغاروا في بلدان الكاميرون ونيجيريا. في معظم هذه المجتمعات، عادة ما يُنظر إلى الفلان على أنهم طبقة حاكمة.
في غانا، العدد الدقيق للفولاني غير معروف بسبب الاضطهاد المنهجي الذي يشمل عدم احتساب الفلان في الإحصاء الغاني. وهذا يعكس تمييزًا واسع النطاق وصورًا نمطية سلبية عن الفلان.

## التاريخ
أصول شعب الفلان غير واضحة وتم افتراض العديد من النظريات. قام بعض الباحثين في تاريخ الفلان وخلافة صكتو بتتبع نسب عشيرة تورانكاوا (تورودبي) من الفلان إلى عقبة بن نافع. وباعتبارهم من الرعاة الرحل، فقد تنقلوا عبر العديد من الثقافات الأخرى واستمدوا منها. يلاحظ سكوتش أن تاريخهم اللغوي يشير إلى أن لغتهم تأتي من منطقة سينيغامبيان. ويلخص أن الشعب الفلان الحديث بدأ في منطقة سينيجامبيان الشمالية.
يجادل والتر رودني في كتابه تاريخ ساحل غينيا العليا، بأن الفلان هم في الأصل من شمال إفريقيا وقد احتلوا منطقة فوتا جالون بقيادة فولاني كولي تنجويلا.
ربما بدأ التكوين العرقي لشعب الفلان نتيجة للتفاعلات بين سكان غرب إفريقيا القدامى وسكان شمال إفريقيا مثل البربر أو المصريين. قد تكون جذورهم في غرب إفريقيا في وادي نهر السنغال وحوله. من المحتمل أنها تعكس مزيجًا وراثيًا من الأشخاص من غرب إفريقيا وشمال إفريقيا والعرب، وكانت جزءًا من العديد من السلالات الحاكمة خاصة في منطقة الساحل وغرب إفريقيا. ويعتقد أن التكهنات حول أصولهم بدأت في عصر الاستعمار الأوروبي.

### التاريخ المبكر

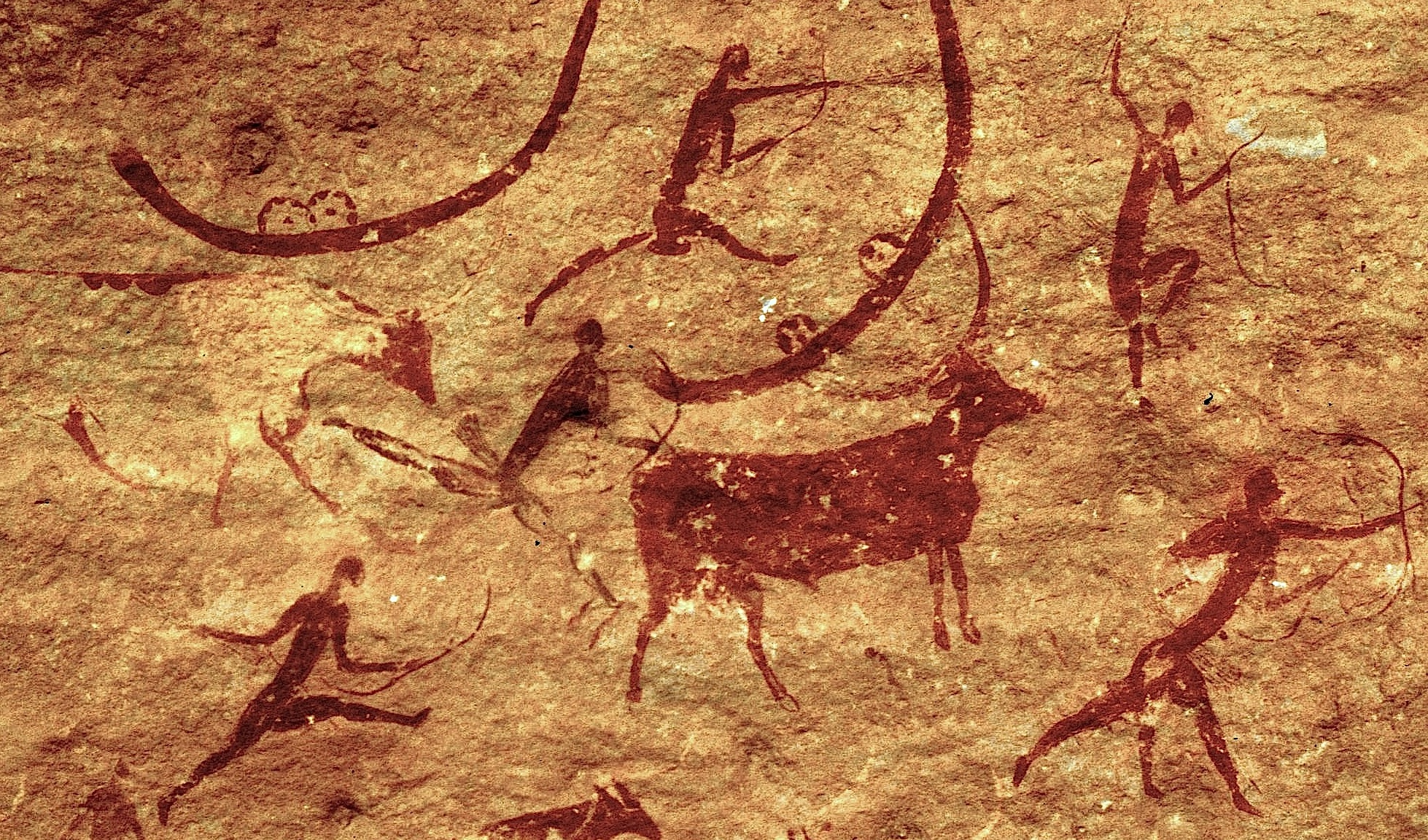
تاسيلي ناجر للفن الصخري

قد يكون شعب الفلان شارك في تشكيل دولة عاصمتها في تكرور التي يقترح أنها قد نشأت على يد مجتمعات الفلان المهاجرة من الشرق والتي استقرت في وادي السنغال. على الرغم من أن جون دونيلي فاج يشير إلى أن تكرور تشكلت من خلال تفاعل الأمازيغ من الصحراء و «الشعوب الزراعية الزنجية».
استمرت ثقافة الشعب الفلان في الظهور في منطقة أعالي نهري النيجر والسنغال. كان الفلان مزارعي الماشية الذين تقاسموا أراضيهم مع مجموعات أخرى مجاورة، مثل السونينكي، الذين ساهموا في صعود غانا القديمة، مع التوسع باتجاه الشرق والغرب بقيادة مجموعات بدوية من مربي الماشية أو فولشي لاد. في حين كانت المجموعات التوسعية الأولية صغيرة سرعان ما زاد حجمها بسبب توافر المراعي في منطقة الساحل والأراضي المجاورة لها إلى الجنوب المباشر.
أدت التوسعات الزراعية إلى الانقسام بين الفلان، حيث تم تصنيف الأفراد على أنهم ينتمون إما إلى مجموعة من الرحل التوسعيين أو مجموعة الفلان الذين وجدوا أنه من المريح التخلي عن طرق البدو التقليدية والاستقرار في المدن. كانت مدن الفلان نتيجة مباشرة للتراث البدوي وغالبًا ما أسسها أفراد اختاروا ببساطة الاستقرار في منطقة معينة بدلاً من الاستمرار في الترحل.
هذا التفاعل الثقافي على الأرجح حدث في السنغال، حيث حدث ارتباطا وثيق الصلة لغويا.وأدى ذلك في نهاية المطاف إلى تكون ثقافة ولغة الفلان قبل التوسع لاحقا في أنحاء كثيرة من غرب أفريقيا. نظرية أخرى ترى أنهم كانوا في الأصل أشخاصًا يتحدثون الأمازيغية وعبروا السنغال لرعي ماشيتهم في صحراء فيرلو جنوب نهر السنغال. بعد أن وجدوا أنفسهم معزولين عن أقاربهم بسبب المجتمعات الأخرى التي تحتل الآن وادي السنغال الخصب، تبنوا تدريجياً لغة جيرانهم الجدد. مع زيادة قطعانهم، وجدت مجموعات صغيرة نفسها مجبرة على التحرك شرقًا وإلى الجنوب أكثر، وبدأت سلسلة من الهجرات في جميع أنحاء غرب إفريقيا، والتي استمرت حتى يومنا هذا.
إن الدليل على هجرة الفلان ككل من الغرب إلى شرق السودان ضعيف للغاية. قدّر ديلافوس، أحد أوائل الباحثين في تاريخ وعادات الفلان، بالاعتماد بشكل أساسي على التقاليد الشفوية، أن المهاجرين الفلان غادروا فوتا تورو وماسينا باتجاه الشرق بين القرنين الحادي عشر والرابع عشر. بحلول القرن الخامس عشر، كان هناك تدفق مستمر من مهاجري فولشي إلى هاوسالاند، ثم في بورنو لاحقًا. سُجل وجودهم في باقرمي لاحقًا عندما قاتل الفلان كحلفاء لدوكينجي أو بيرني بيسيف، عندما أسس ماسينيا (بلدة تشادية)، في أوائل القرن السادس عشر.
بحلول نهاية القرن الثامن عشر، كانت مستوطنات الفلان منتشرة في جميع أنحاء وادي نهر بنوي وروافده. انتشروا شرقاً نحو غاروا وري بوبا، وجنوباً نحو نهر فارو، حتى سفح هضبة مامبيال، التي صعدوا إليها لاحقًا. كانت التجمعات الكبيرة في مستوطناتهم في غورين، إقليم تشامبا، تشيبوا، توروا وبوندانغ. وقد قلل ما يسمى بـ «بينو فولاني» من تكرار تنقلهم من مكان إلى آخر. كان عدد السنوات التي مكثوا فيها في مكان واحد يعتمد على عاملين: رد فعل المستوطنين الأوائل في تلك المنطقة على وجودهم، ومدى توافر الظروف الملائمة، أي توافر المراعي لماشيتهم.

### الإسلام
اعتنق شعب الفلان الإسلام في وقت مبكر. وفقًا لديفيد ليفيسون، فإن تبني الإسلام جعل الفلان يشعرون «بتفوق ثقافي وديني على الشعوب المجاورة، وأصبح هذا التبني علامة عرقية رئيسية» بينهم وبين الجماعات العرقية الأفريقية الأخرى في منطقة الساحل وغرب إفريقيا. أصبحت الشعوب الفولانية المستقرة والبدوية كيانات سياسية ومتحاربة، مسلحة بالخيول ومعدات الحرب من الشمال. لم تكن الحروب بين شعب الفلان والجماعات العرقية الأخرى فحسب، بل كانت أيضًا بين الرعاة والفلان المستقرين، حيث عملوا أحيانًا في تماسك، وفي أحيان أخرى هاجم قادة الفلان المسلمون البدو الرحل باعتبار أنهم كفار.
تحول حكام إمبراطورية سونغاي إلى الإسلام السني في القرن الحادي عشر وكانوا شريكًا تجاريًا رئيسيًا للشرق الأوسط وشمال إفريقيا. تحدى محاربو الفلان في القرن الخامس عشر هذه الدولة التجارية الواقعة في غرب إفريقيا بالقرب من نهر النيجر، لكن تم صدهم. في عام 1493، قاد أسكيا محمد شعب الفلان من غرب السودان، وبمرور الوقت سيطر على الكثير مما كان سابقًا إمبراطورية سونغاي، وأزاح سوني بارو الذي حاول حماية مصالح الرعاة. فاز أسكيا محمد بالسيطرة على طرق تجارة القوافل في غرب إفريقيا، ولكن أطاح به ابنه أسكيا موسى في انقلاب عام 1528.
بعد أن كانوا أول مجموعة من الناس في غرب إفريقيا اعتنقوا الإسلام، نشط الفلان في دعم الدين الإسلامي والأيديولوجيا الإسلامية من مراكز حضرية مثل تمبكتو. عمل شعب الفلان مع رجال دين من البربر والعرب المسلمين لرسم خريطة انتشار الإسلام في غرب إفريقيا. قاد شعب الفلان الكثير من حملات الجهاد وبعضها كان كبيرا. ساعدت جهود الحرب هذه على نشر الإسلام في غرب إفريقيا، كما ساعدتهم على السيطرة على جزء كبير من منطقة الساحل في غرب إفريقيا خلال تاريخ العصور الوسطى وما قبل الاستعمار، مما جعلهم ليس فقط جماعة دينية ولكن أيضًا قوة سياسية واقتصادية.

### الهيمنة في غرب إفريقيا
تأسست فوتا تورو في القرن السادس عشر على يد سلالة دينيانك التي بنيت من قوات الفلان والماندينكا. أدت أهمية شعب الفلان في هذا الحكم إلى هذا العصر المعروف بإمبراطورية فولو العظمى. هاجم الشعب الفلان وعطلوا بعنف طرق التجارة التي كانت مسؤولة عن الازدهار الاقتصادي للممالك الأفريقية الأقدم، وبالتالي بدأوا صعودهم. أصبح فوتا بوندو، الذي يُطلق عليه أحيانًا بوندو ويقع في ملتقى نهري السنغال وفالم، مركزًا لظهور إمبراطورية فولا على مستوى غرب إفريقيا وتأثيرها في القرن السابع عشر. منذ القرن الثامن عشر فصاعدًا، ازداد تواتر حملات الجهاد مثل تلك التي قادها إبراهيم صوري وكاراموكو علي في عام 1725، وأصبحت الفلان قوة مهيمنة وكانوا مهيمنين سياسيًا في العديد من المناطق. كانت المنطقة غارقة في حروب ثيوقراطية، حيث سعت العديد من العائلات الإسلامية إلى السلطة السياسية والسيطرة. غزا المغاربة الساحل الغربي مما زاد من حالة الفوضى. انخفض إنتاج الغذاء، وخلال هذه الفترات ابتليت المجاعة بالمنطقة، مما أثر سلباً على الوضع السياسي وزاد من حافز سيطرة المتشددين على النشاط الاقتصادي.
بمرور الوقت، انقسمت إمبراطورية الفلان بين المتحدرين في وقت لاحق وتطورت إلى العديد من الإمارات. كانت لسلطة فولشي أنظمة سياسية في وادي نهر السنغال وجبال فوتا جالون في غينيا ودلتا النيجر الداخلية في مالي (ماسينا) وشمال نيجيريا وهضبة أداماوا في الكاميرون. بين هذه المراكز الكبيرة، كان هناك العديد من الأنظمة السياسية الصغيرة التي هيمنت عليها الفولشي في وسط غورما في مالي الحالية وشمال وغرب بوركينا فاسو (جيلجوجي ، بوبولا ، دوري ، ليبتاكو)، شمال بنين (بورغو)، سيني- غامبيا ، شمال السنغال (بندو)، والأجزاء الجنوبية والغربية من النيجر الحالية.

## الملابس

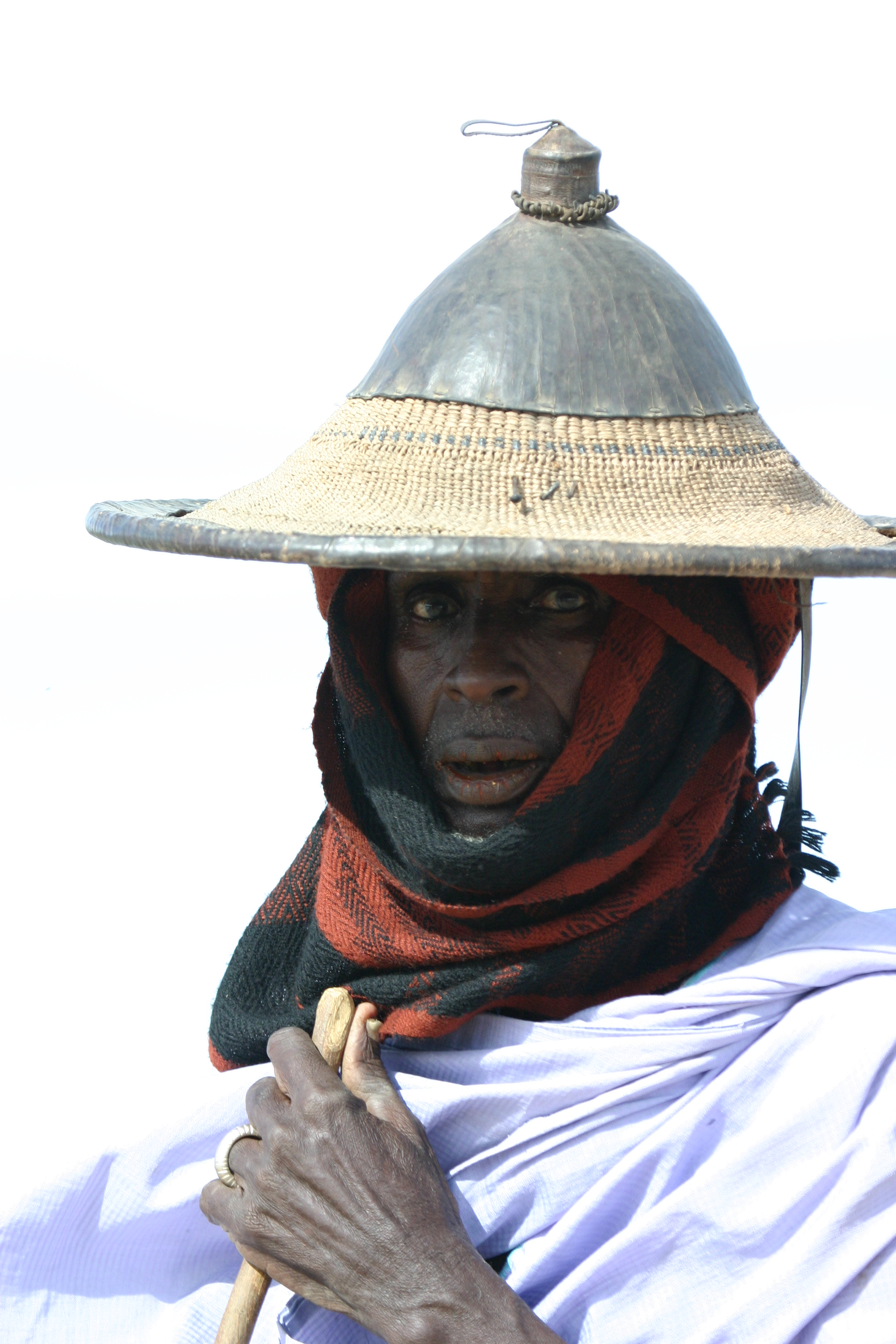
راعي من الفلان في مالي.

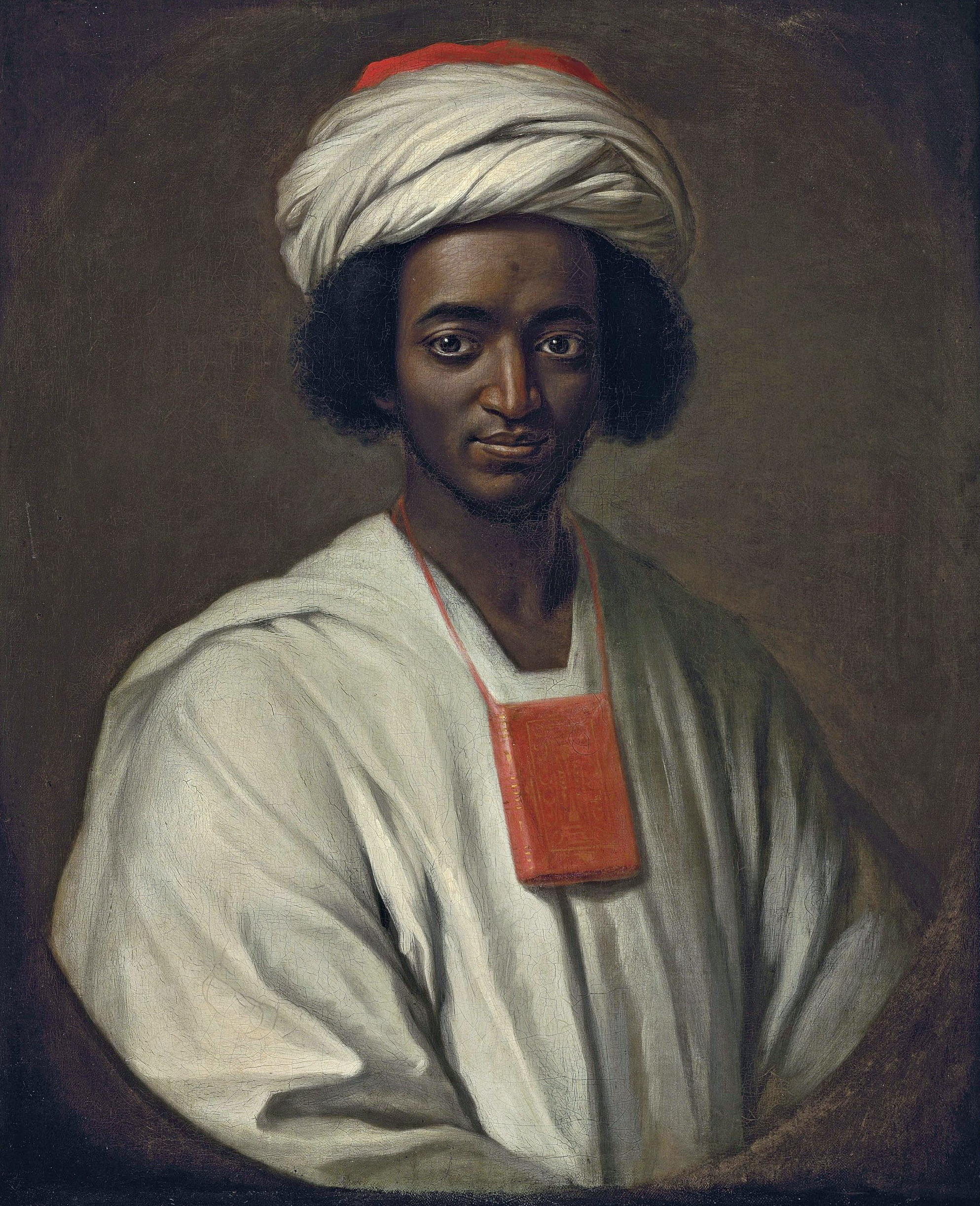
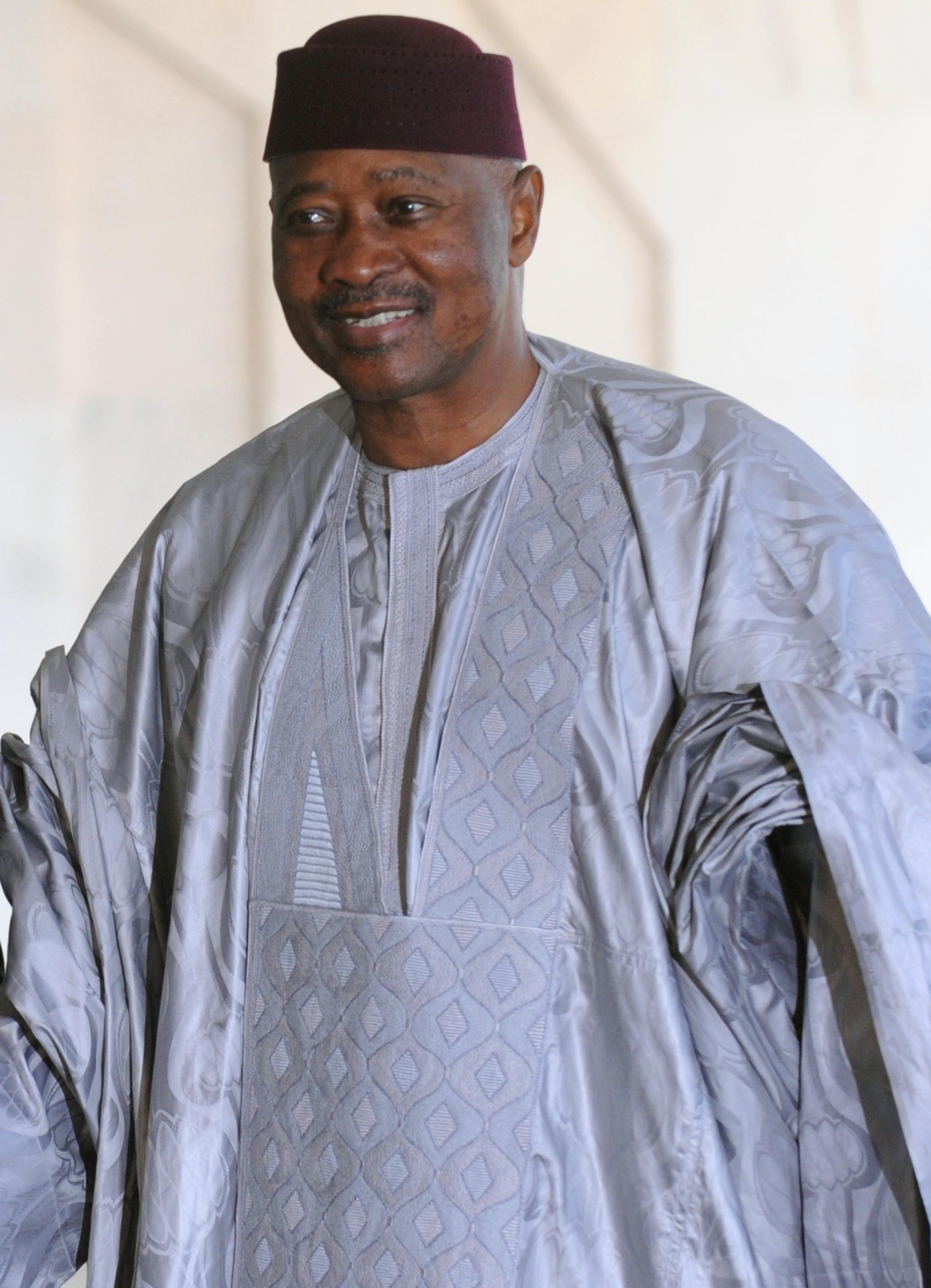
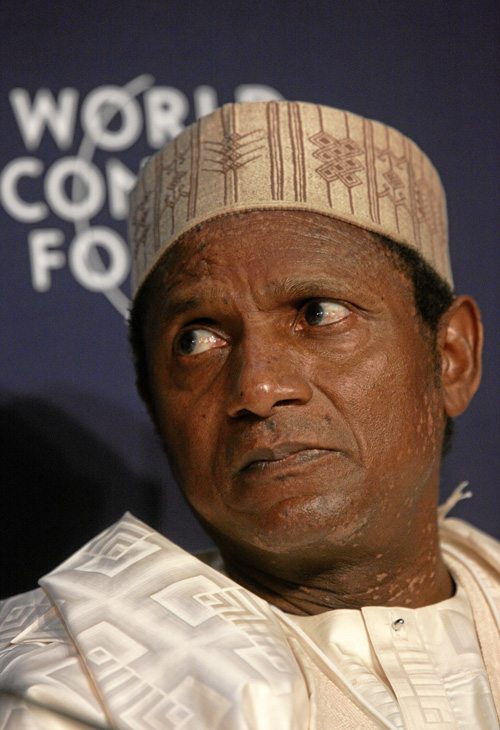
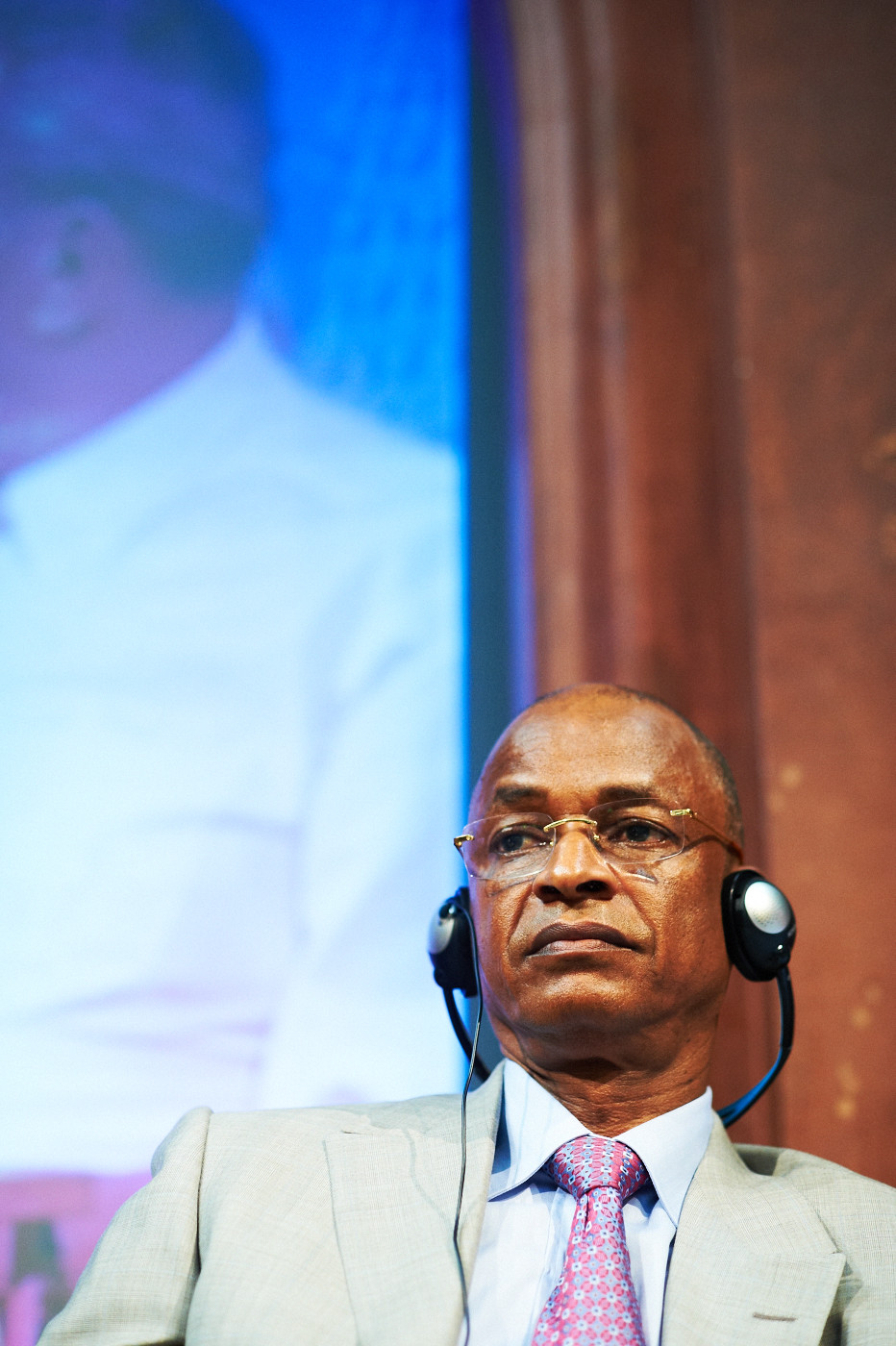